# Joseph Lehmann (Theologe)

Joseph Lehmann

Joseph Lehmann (auch Josef; * 28. November 1832 in Berlin; † 11. Januar 1907 in Hamburg) war ein deutscher baptistischer Theologe, Schriftsteller und Lehrer am Predigerseminar der deutschen Baptisten.

## Leben
Joseph Lehmann war ein Sohn Gottfried Wilhelm Lehmanns, der neben Johann Gerhard Oncken und Julius Köbner zu den wichtigsten Gründerpersönlichkeiten der deutschen baptistischen Bewegung gehörte. Im Alter von vierzehn Jahren ließ Joseph Lehmann sich taufen und wurde Mitglied der Berliner Baptistengemeinde. Nach dem Abitur studierte er als erster deutscher Baptist Evangelische Theologie – zunächst an der Universität Berlin und dann am Regent’s Park College der University of Oxford, wo er sich über vier Semester mit Geschichte und Theologie des Baptismus befasste.
1857 kehrte er nach Deutschland zurück und assistierte Johann Gerhard Oncken bei der Übersetzung und Herausgabe von Predigten und Aufsätzen des englischen Baptistenpastors Charles Haddon Spurgeon. Gleichzeitig nahm er nebenamtlich Aufgaben eines Lehrers an der von Oncken begründeten Missionsschule wahr. Danach wirkte er als Baptistenprediger in Lübeck und anschließend ab 1863 als Zweitpastor neben seinem Vater in Berlin. 1883 kehrte er nach Hamburg zurück und übernahm einen Lehrstuhl für Homiletik am Predigerseminar der deutschen Baptisten. Dieses Amt versah er 24 Jahre – bis zu seinem Tod im Jahr 1907.

## Werke (Auswahl)

Joseph Lehmanns Geschichte der deutschen Baptisten (1896)

- Geschichte der deutschen Baptisten, Band I, Hamburg 1896.
- Geschichte der deutschen Baptisten, Band II, Cassel 1900.
- Die Geschichte der christlichen Predigt, Kassel 1904.
- Christi Gemeinde und Bundesstiftungen nach der Schrift, Kassel 1921.

Neben seiner Tätigkeit als Buchautor war Lehmann auch Herausgeber und Autor verschiedener christlicher Zeitschriften. Dazu gehörten das Missionsblatt getaufter Christen, der Zionsbote und der Hilfsbote.